# Bergedorf (district)
Bergedorf is een district van de stad Hamburg in Duitsland. Het district ligt in het zuidoosten van Hamburg en telt het minst aantal inwoners, hoewel het qua oppervlakte het tweede grootste district is. De hoofdplaats van het district is de voormalige stad Bergedorf, die sedert 1420 een condominium van de hanzesteden Lübeck en Hamburg was. Zie ook: Vierlande.

## Indeling
Het district bestaat uit diverse stadsdelen, dit zijn meestal voormalige dorpen en gemeenten die in de loop van de tijd tot de stad Hamburg zijn gaan behoren.
| Stadtteil    | Oppervlakte in km² | Inwoners 31 december 2020 | Kaart                            |
| ------------ | ------------------ | ------------------------- | -------------------------------- |
| Allermöhe    | 11,9 km²           | 1.392                     | Locatie van Hamburg-Allermöhe    |
| Altengamme   | 15,6 km²           | 2.362                     | Locatie van Hamburg-Altengamme   |
| Bergedorf    | 11,3 km²           | 36.160                    | Locatie van Hamburg-Bergedorf    |
| Billwerder   | 9,5 km²            | 2.997                     | Locatie van Hamburg-Billwerder   |
| Curslack     | 10,6 km²           | 4.079                     | Locatie van Hamburg-Curslack     |
| Kirchwerder  | 50,7 km²           | 10.218                    | Locatie van Hamburg-Kirchwerder  |
| Lohbrügge    | 13,0 km²           | 40.745                    | Locatie van Hamburg-Lohbrügge    |
| Moorfleet    | 4,3 km²            | 1.186                     | Locatie van Hamburg-Moorfleet    |
| Neuengamme   | 18,6 km²           | 3.711                     | Locatie van Hamburg-Neuengamme   |
| Ochsenwerder | 14,1 km²           | 3.008                     | Locatie van Hamburg-Ochsenwerder |
| Reitbrook    | 6,9 km²            | 522                       | Locatie van Hamburg-Reitbrook    |
| Spadenland   | 3,4 km²            | 539                       | Locatie van Hamburg-Spadenland   |
| Tatenberg    | 3,1 km²            | 564                       | Locatie van Hamburg-Tatenberg    |